# Udo Uibo
Udo Uibo (* 5. Mai 1956 in Viljandi) ist ein estnischer Literaturkritiker, Übersetzer und Sprachwissenschaftler.

## Leben
Udo Uibo ging von 1963 bis 1974 in Viljandi zur Schule und studierte danach an der Universität Tartu, wo er 1979 das Studium der estnischen Philologie abschloss. Anschließend war er zwei Jahre Forscher am Institut für Sprache und Literatur der Estnischen Akademie der Wissenschaften in Tallinn. Von 1981 bis 1990 war er sprachwissenschaftlicher Redakteur der Zeitschrift Keel ja Kirjandus, danach wechselte er in die Redaktion der Literaturzeitschrift Looming. Von 1997 bis 2005 war er Chefredakteur dieser renommierten Zeitschrift. Seitdem lebt er als freiberuflicher Wissenschaftler und Übersetzer in Tallinn.
Udo Uibo war Mitglied der literarischen Gruppierung Wellesto und ist seit 1989 Mitglied des Estnischen Schriftstellerverbandes.

## Werk
Uibo debütierte 1974 mit Gedichten in der Zeitschrift Noorus, wobei er das Pseudonym Kalju Soa verwendete. Auch später hat er noch gelegentlich unter diesem Pseudonym, aber auch unter seinem eigenen Namen, Gedichte publiziert, jedoch nie einen eigenständigen Gedichtband veröffentlicht.
Uibo konzentrierte sich bald danach auf sprachwissenschaftliche, redaktionelle und literaturkritische Arbeiten. Ferner ist er als Übersetzer, vornehmlich aus dem Englischen, aktiv. Zu den von ihm übersetzten Autorinnen und Autoren zählen Anthony Burgess, Truman Capote, Toni Morrison, George Orwell, Isaac Bashevis Singer, John Steinbeck und Evelyn Waugh.

## Auszeichnungen
Uibo ist Träger des Ordens des weißen Sterns (V. Klasse).
- 1996 Preis des Estnischen Kulturkapitals, Sparte Übersetzung.
- 2002 Preis des Estnischen Kulturkapitals, Sparte Übersetzung.
- 2015 Preis des Estnischen Kulturkapitals, freier Wettbewerb.

## Bibliographie (Auswahl)

### Sprachwissenschaftliche Arbeiten
- Morfoloogilise analüüsi seiku, in: Keel ja Kirjandus 6/1980, S. 339–348.
- õppima ja muutuma-tüüpi verbide muutmine, in: Keel ja Kirjandus 6/1981, S. 363–365.
- Peamiselt tausta („Kirjakeele korraldus nüüd ja praegu“), in: Keel ja Kirjandus 6/1984, S. 327–335.
- Sõnalood. Etümoloogilisi vesteid. Tallinn: Tänapäev 2014. 215 S.